# Eos histrio
El lori de las Sangihe o lori rojo y azul (Eos histrio) es una especie de ave arbórea de la familia Psittaculidae endémica de Indonesia. Está clasificado como una especie en peligro crítico de extinción, ya que es cazado para el comercio de mascotas y ha perdido gran parte de su hábitat debido a la destrucción de este.

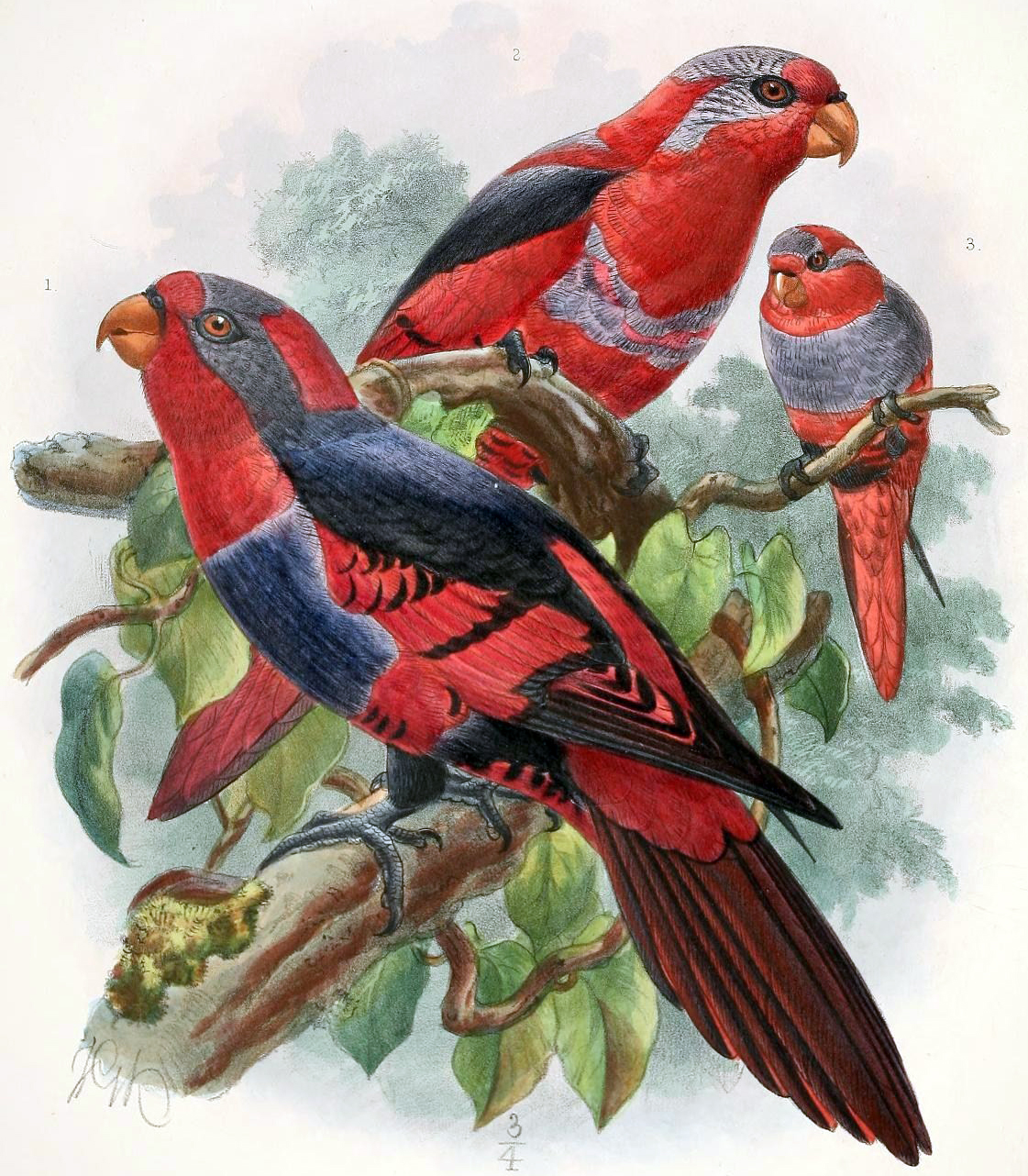
las subespecies extintas Eos histrio histrio y Eos histrio challengeri

La distribución del lori rojo y azul se limita ahora a las Islas Talaud, la zona norte de Sulawesi, Indonesia. Remotas poblaciones, algunas al parecer introducidas, desaparecieron de las cercanas islas Sangihe (Sangir Besar, Siau y Tagulandang) durante el siglo XX. La población se estima en solo 5.000 a 10.000 individuos. Se cree que está en rápida disminución.